# Mîhailivka, Sînelnîkove
Mîhailivka (în ucraineană Михайлівка) este localitatea de reședință a comunei Mîhailivka din raionul Sînelnîkove, regiunea Dnipropetrovsk, Ucraina.

## Demografie
Componența lingvistică a localității Mîhailivka
     Ucraineană (89,14%)
     Rusă (7,12%)
     Alte limbi (0,12%)
Conform recensământului din 2001, majoritatea populației localității Mîhailivka era vorbitoare de ucraineană (89,14%), existând în minoritate și vorbitori de rusă (7,12%).